# 10万年問題

温度の代替指標となるδ^{18}Oの値を過去60万年にわたって示したもの。複数の深海炭酸塩堆積物から取ったデータを平均している。

10万年問題（英: 100 ka problem, 100 ky problem）とは、気候変動サイクルの原因を軌道強制に求めるミランコビッチ仮説の難点として指摘されてきた問題である。過去80万年にわたって復元された温度の地質記録と、地球軌道の変化に基づく日射量変動に齟齬があることをいう。   
地球が受ける日射量は、地球軌道の周期変動によりおよそ2万1000年、4万年、10万年、40万年の周期性を持っている（ミランコビッチ・サイクル）。太陽エネルギー入射量のこのような変化は地球に気候変化をもたらしうるもので、特に氷期の開始時期と終了時期を決定する主要因だと考えられている。その氷期サイクルの周期は過去100万年にわたっておよそ10万年であった。ミランコビッチ・サイクルには軌道離心率の変動に由来する10万年の周期性が存在するものの、日射量変動に対する離心率の寄与はもともと小さく、歳差や赤道傾斜の1–2%にすぎない。したがって氷期サイクルの周期に明確な説明を与えられないというのが10万年問題である。また関連して、過去120万年にわたる温度の地質記録に離心率由来の40万年周期が見られないことを「40万年問題」という。  
より古い時代には氷期の卓越周期は10万年ではなく4万1千年であった。約80万年前に起きた氷期周期レジームの移り変わりは中期更新世遷移と呼ばれ、こちらも理由が明らかになっていない。近年の研究では、二酸化炭素の減少傾向と氷河によるレゴリスの除去を考慮に入れた数値シミュレーションでこの遷移が再現されている。 

## 10万年周期の認知

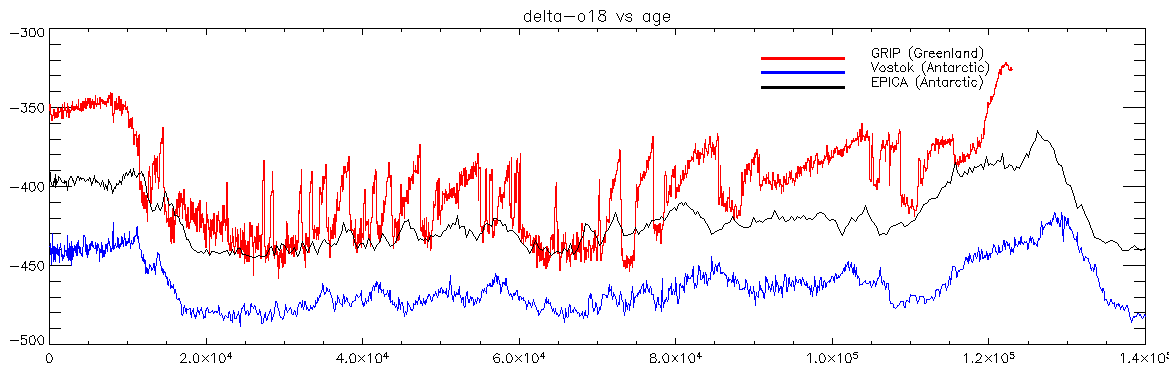
過去14万年にわたるδ^{18}Oの記録。グリーンランド（NGRIP）および南極大陸（EPICA、ボストーク）の氷床コアから得られたもの。

地球の公転軌道や歳差の変動が極地への日照量に影響を与え、その結果として氷期と間氷期の繰り返しが生じるという見方は、20世紀の初めにはすでに形成されていた。1920–30年代にはミランコビッチによって軌道変動に基づく日射量サイクルが定量的に求められた。1970年代までに地質学的な気候変動指標の研究が進み、時系列で記録されたデータから周期性を読み取るスペクトル解析の手法が確立すると、日射量のミランコビッチ・サイクルと氷期サイクルの関連性は広く認められるようになった。その中で10万年周期の問題もまた浮上してきた。ElkibbiとRialは2001年に、ミランコビッチの軌道強制モデルが持つ5つの難点の1つとして10万年の周期性を挙げた。
古気候の指標としておそらくもっとも有用なのは、δ18Oで表される酸素の同位体分別であろう。酸素分別は氷床の量と地球全体の温度によって主に制御されており、これに基づくタイムスケール（海洋酸素同位体ステージ）が作られている。 
1976年にHaysらは、海底堆積物からのδ18O記録に基づいて、ミランコビッチ・サイクルに含まれる歳差および軌道傾斜の成分は古気候記録に線形の影響（直接比例）を与える一方で、10万年周期の離心率成分は系の非線形性を通じて「ペースメーカー」の役割を果たしていると論じた。 
1990年代末には、南極ボストーク基地で採取された氷床コア中の空気や海底堆積物の有孔虫化石からδ18O記録を得ることができるようになり、氷床体積と温度の両方に影響を与える日射量との比較が行われ始めた。シャックルトンは2000年の論文で、ボストーク氷床コアから得られた大気δ18O記録のタイムスケールを軌道強制の推定値によってチューニングし、さらに軌道強制への線形応答と見られる成分（直接比例成分）をスペクトル解析によって特定し、差し引いた。残った信号を同様に処理した海洋コア同位体記録と比べることで、氷床体積、深海温度、そしてドール効果による信号への寄与が分離された 。
こうして得られた氷床体積記録には10万年周期の変動成分が見られ、サンゴの年代測定に基づく海水準記録と一致した。また周期の起源が軌道離心率であった場合に予想されるように、離心率の変動を数千年のタイムラグで追いかけていることが分かった。その一方、深海温度記録は離心率の変動と同期しており、南極温度やCO2濃度の記録も同様だった。これにより、離心率は気温・深海温度・CO2濃度に対して、地質学的な時間スケールでは即時的な影響を与えていると見られた。シャックルトンは「軌道離心率の効果は、おそらく大気CO2濃度への影響を通じて古気候記録に入ってくる」と結論した。

## 10万年問題を説明する仮説

赤道傾斜の変動による影響は、歳差運動とともに、軌道傾斜によって増幅される可能性がある。

10万年の周期性は過去100万年間の気候でしか卓越していないため、スペクトル解析を通じて離心率変動の周期成分を分離するには情報が不十分であり、有意な長期傾向を高い信頼性を持って検出するのは困難である（ただし、この100万年間をもっと長期にわたる文脈の上で捉えるため、LisieckiとRaymoの海洋コアスタックやZachosらによる複合コアの同位体記録など数100万年にわたる古気候記録のスペクトル解析も行われている）。そのため10万年の周期性をもたらすメカニズムはまだ立証されていないが、信じるに足る仮説はいくつか存在する。 

### 気候共鳴
問題のメカニズムは地球システムの内部にあるかもしれない。地球の気候システム自体が10万年の共鳴周期を持っている可能性はある。つまり、鐘が自然に特定の高さの音を発するように、気候そのものが持つフィードバック機構が10万年の周期を生み出しているということである。この説への反論として、それ以前の200万年間には10万年周期はほぼ見られなかったのだから、共鳴があるとしたら100万年前に発生したものだという指摘がある。そのような変化が起こりえないわけではないが、例えば非常にゆっくりとした地殻構造の変化がその原因になるとは考えづらい。氷床量や海水温のような地球システムの内部要素が互いにフィードバックした結果として10万年周期の自由振動が生じた可能性も検討されてきたが、長期的に変化を蓄積するのに必要な1000年スケールの熱慣性を持つシステムはそれほど多くない。その中でも北半球の氷床に注目した仮説がもっとも一般的である。氷床は10万年より短いサイクルをいくつか経ながら成長し、十分に大きくなったところで突然の崩壊を起こす可能性がある。Rialらは気候システムの内部的な振動と、離心率による軌道強制のマスター・スレーブ同期が後期更新世の氷期に大振幅の10万年周期を生み出したと説明した。 

### 軌道傾斜

歳差サイクルは10万年周期の効果を生むかもしれない。

軌道離心率とは別に、軌道傾斜角も10万年周期の変動成分を持っている。軌道傾斜の影響は日射量のミランコビッチ理論では重視されていなかったが、星間物質との相互作用を通じて気候に影響を与えていた可能性が指摘されている。軌道傾斜角の変化は、星間物質が集まっている太陽系の不変面上を通過する領域がずれることを意味し、地球に降着する宇宙塵や流星物質の密度や種類を変える可能性がある。実際に、ヘリウム同位体3Heの存在比を通じて惑星間塵の降下量の記録が復元され、10万年の周期性が発見されている。宇宙塵は高空で水や温室効果ガスを吸着することで気温低下をもたらす場合もあれば、水を放出して気温上昇をもたらす場合もありうると論じられている。

### 歳差運動サイクル
21,636年の歳差運動サイクルが唯一の原因だとする説もある。氷期には、その初期における氷床体積の増加は遅く、融解期は比較的早く進行する特徴がある。氷床が複数の歳差運動サイクルにわたって成長し、4〜5サイクルを経て融解に移行するというシナリオはありえる。 

### 太陽光度の変動
太陽光度の周期変動に理由を求める説も唱えられており、太陽の中で発生する拡散波のモデル化を通じて地球の気候変動を説明する試みがある。   

### 研究の進展
1996年に始まったEPICAプロジェクトで取得された過去100万年以上にわたる氷コアの高解像度情報は10万年問題に新たな知見をもたらす可能性がある。EPICAチームによって新しく開発された高精度の年代測定法により、関連する多様な要因の相関がより正確に理解されるようになり、氷床コアの年代決定に新たな裏付けが与えられた。その結果は、気候変動が北半球における日射量に制御されているという従来のミランコビッチ仮説を支持するもので、10万年サイクルの「軌道傾斜」説は新しい年代学と相容れないことが明らかになった。EPICAチームの方法は、氷床コアの気泡内における窒素-酸素比が日射量から直接的な影響を受けていることを利用するものである。軌道強制の各周期成分に対する位相の進みや遅れを明確化することで、氷床コア記録の時間分解能は大幅に改善された。
阿部彩子らによる2013年の研究では、気候・氷床・地殻変動を包括的に扱ったモデルが10万年の周期性を再現しうることが示された。ここで注目されたのは氷河性地殻均衡である。氷床が成長するとそれが載っている大陸地殻が押し下げられて標高が低下し、氷床の融解が促進される。氷床が減少傾向に転じても地殻沈降の回復はかなり遅れるため、融解過程は急速に進行する。10万年の周期はこれらの要素が非線形的に相互作用することによって発現する。また二酸化炭素濃度は氷期サイクルの振幅を増幅させるだけで、主体的に周期を生み出しているわけではないとされた。